# 鬼畜王ランス
『鬼畜王ランス』は1996年12月19日にアリスソフトから発売されたアダルトゲームである。本作はRanceシリーズの外伝であると同時に、アリスソフトが提唱する地域制圧型シミュレーションの第1作目でもある。

## システム
本作は、王となったランスがリーザス軍を指揮し、世界統一を目指す内容となっている。後に発表された『戦国ランス』と同じく軍事やコミュニケーションがメインとなっており、収入は所有領地に比例して多くなる。戦争は序盤を越えると頻繁に魔人が遊撃して来るが、ある程度の時期までは他の国家はこちらから開戦しない限り行動しないため、入念な準備やイベント消化が出来る。
多くの登場人物が条件次第で部下になり、女性キャラクターはランス専用のハーレムにおいてHを楽しめるほか、ハーレムに加入できるキャラクターの中には非戦闘員も含まれる。同時にハーレムに入れたり部下にしたり出来ない（場合によってはそもそも登場すらしない）組み合わせが数多くあり、何度でも違った形でのプレイを楽しめるようになっている。
本作はマルチエンディングチ方式を採用しており、ベストエンドのためにはそれなりの試行錯誤を要する。また、エンディングの中には変わった内容のものもあり、たとえばプロローグで盗賊団の首領となったランスが討伐に来た軍隊を返り討ちにした場合は「盗賊王」エンドへと進み、短時間でゲームは終わりを迎える。
これとは別に、主要な女性キャラクターには「幸・不幸モード」が設定されており、エンディング時に各キャラクターが幸福になったかそれとも不幸になったかが表示される（どちらにもならない場合もある）。複数の登場人物の間で幸福が両立しないことが多くある。

### あらすじ
プロローグ
ランスはヘルマンの僻地にある盗賊団の退治を請け負うも、盗賊団の首領を倒したついでに組織を乗っ取って好き放題していた。だが、あるとき返り討ちに遭い、シィルも捕らえられ、部下もすべて失ったランスは一人で逃走するが、ヘルマンを脱したところでかなみに見つかり、リアのもとに連れてこられた。ランスはシィルを取り戻すためにヘルマンに攻め込むから、リーザスの軍隊を貸せを要求する。リア女王は彼個人のために軍隊を動かすことは出来ないとしつつも、自分と結婚すればリーザス王になるため、何でもできると答えた。そこでランスはリアと結婚することにした。

## 登場人物
本作はランスやシィルに加え、リーザス・ヘルマン・ゼス・JAPANといった様々な国や地域のキャラクターが登場する。
本作を初出とするキャラクターの一部は、『ランス5D』以降のナンバリング作品群にも登場するが、設定が変更されるケースもある。

## 開発
TADAはシリーズが進むにつれ世界設定が膨大になってきたことに気づき、このまま進めても説明不足になると考えた。そこで彼は、「もしもランスが王様になったら…」というif設定を基に、これまで構築してきた世界設定をいっぺんに出すことにした。開発計画のスタート時にはこのゲームは「ランス5」と仮称されていた。
TADAは自分の記憶力だけを頼りにネタを継ぎ足す形で本作のシナリオを構築していたと電ファミニコゲーマーとのインタビューの中で振り返っており、2019年の時点で同じような作品を作ることが出来ないと話している。
前年にアリスソフトを退職したYUKIMIに代わり、1990年の『D.P.S SG』に初めて参加したむつみまさとがメイン原画を務めた。ファンタジーの流行に疎かったYUKIMIに対し、むつみまさとは正統派のファンタジーを好んでいたため、作品の世界観がさらに強化された。
また、本作の開発の後半では256色からフルカラーに移行しており、影指定と色指定として開発に携わったMIN-NARAKENは、これによってセーブ時間が伸びたように思えたと漫画家・若木民喜との対談の中で振り返っている。
当時はWindows 95の普及に伴い、PC向けゲームも一般に広まっていたが、開発に当たってはユーザーのプレイ環境に合わせることまではあまり考慮されていなかった。その一方で、Windows 95では配列や関数などが使えるため、TADAが望んでいたシミュレーションゲームの開発が実現した。開発にはNTベースのマシンが用いられており、製品としてはWindows 95用ではあるがCD-ROM内にWindows NT用のインストーラーが実行ファイルの形で入っており、それを使用すればMicrosoft Windows NTでプレイすることが出来、後に発売されたNTベースのOSであるWindows 2000やWindows XPにも対応できるようになっていた。
ランダムイベントが多すぎたため、完全な形でのデバッグが断念され、ランダムイベント以外だけのデバッグだけで発売された。
2011年7月22日にニコニコ動画で放映された、アリスソフト組曲「ランス・クエスト」スペシャルでの作曲担当 Shadeのコメントによると、当初ゲームOP曲はマーチのような専用曲が作曲されたが、それが没となりクライマックス曲「Rough Edge」が割り当てられ、現在の形にまとまったという。

## 関連商品
ゲーム本体に先行して1996年11月に「鬼畜王ランス 音楽CD」が発売された。
「鬼畜王ランス公式設定資料集」がソフトバンクから出版された。設定資料集という名称であるが内容は攻略本である。
また、尾山泰永と大宮ひかりにより、「鬼畜王ランス外伝」がコミックファンタジェンヌ Vol.1から連載された。

## 反響
『鬼畜王ランス』は売り上げ・評価ともに非常に高かった。一方で当初生産数をはるかに上回る注文が殺到したため、深刻な品不足に陥ってしまい、初回限定版の再生産のち通常版が新たに作られた。

### 評価
ライターの関根昌昭は、書籍『美少女ゲームマニアックス』に寄せたレビューの中で、やりこみ要素やキャラクターの個性の強さなどを評価した一方、キャラクターが多いがゆえにシリーズのレギュラーキャラクターであってもCGが少ない点を指摘した。
アダルトゲーム雑誌BugBugの2022年のアンケート「あなたが美少女ゲームにハマるきっかけになったタイトルは？」において、10位となった。

### 後世への影響
IGNの今井晋は、ポーランドのストラテジーRPG『Regalia: Of Men and Monarchs』のメインビジュアルが本作へのオマージュに満ち溢れていると述べており、アリスソフトの日本国外における知名度を見ればおかしなことではないとしている。